# Niceforo II di Gerusalemme
Niceforo (fl. XII secolo) è stato un arcivescovo ortodosso bizantino, patriarca di Gerusalemme nella seconda metà del XII secolo.
Niceforo è menzionato nelle cronotassi tradizionali del patriarchi di Gerusalemme, tra Giovanni IX, storicamente documentato il 12 maggio 1157, e Leonzio II, attestato a partire dal 1174 o 1175.
Il patriarcato di Niceforo è storicamente documentato tra il 1166 e il 1173.
Nel 1166 prese parte al concilio di Costantinopoli che discusse sulla corretta interpretazione delle parole di Gesù Cristo: «Il Padre è più grande di me» (Giovanni 14,28). Niceforo prese parte a tutte le sessioni conciliari a partire da quella del 2 marzo, e ne sottoscrisse gli atti.
Niceforo è ancora menzionato nella lista delle presenze in un atto sinodale che approvò il trasferimento alla sede di Cerasonte di Michele, metropolita di Ancira, all'epoca del patriarca Michele III di Costantinopoli. Quest'atto è datato 2 luglio 1173.